# Seanine
Seanine 211 (SEA-NINE 211 de son nom commercial) est un biocide utilisé comme antifouling, dont l’efficacité est proche de celle du tributylétain (TBT) aujourd'hui interdit et qui, selon son fabricant, a un faible impact environnemental.
On le trouve dans le commerce sous forme d'une solution à 30 % dans du xylène.

## Écotoxicologie
Selon le fabricant, ce produit a peu d'impacts sur l'environnement.
On manque de données générales, de mesures in situ et de retour d'expérience.
Il serait assez facilement et rapidement biodégradable dans la mer, un peu moins dans les sédiments, mais beaucoup mieux que le tributylétain qu'il remplace. Toujours selon le producteur, sa demi-vie serait de moins d'une heure dans la mer (en milieu oxygéné). 
Il serait peu bioaccumulable par les organismes marins et moins toxique que le TBT qui, lui, a des effets mesurables sur les moules et les bigorneaux à très faibles doses (1 à 5 parties par billion suffisent). Les métabolites du SEA-NINE seraient 100 000 fois moins toxiques que le produit lui-même.

## Toxicologie
Manque de données toxicologiques pour l’homme, sauf pour le xylène qui est le solvant.